# 函館ガラビー

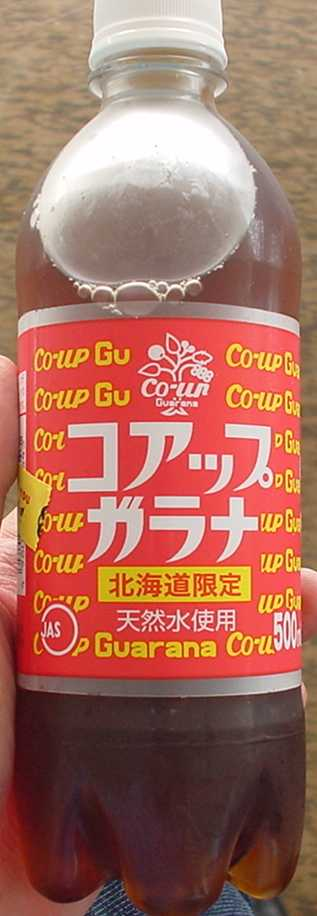
コアップガラナの一例

函館ガラビー（はこだてガラビー）は、ビールベースのご当地カクテル。ビールとコアップガラナ（ガラナ飲料）を合わせたものである。ビール特有の苦みがガラナ独特の香りと甘みで抑えられ、アルコール度数もビールより低くなるため、ビールが苦手な人にも勧められる。

## 由来
函館を中心に居酒屋を展開するグループ社長の高野信子の居酒屋「魚まさ」ではビア・カクテルのシャンディ・ガフを提供していた。2016年頃に、高野はシャンディ・ガフで使うジンジャーエールの代わりに同店で提供していたコアップガラナを使う事を思いつき、試作したところビールが苦手な高野でも飲みやすいカクテルが出来て、同店での提供を始めた事がきっかけである。提供後は口コミと飲食店仲間への呼び掛けで広まった。
その後、高野は社長業のかたわら、2018年5月に飲食店80店舗と「函館ガラビー協会」を立ち上げて「函館ガラビー」の普及に努めている。

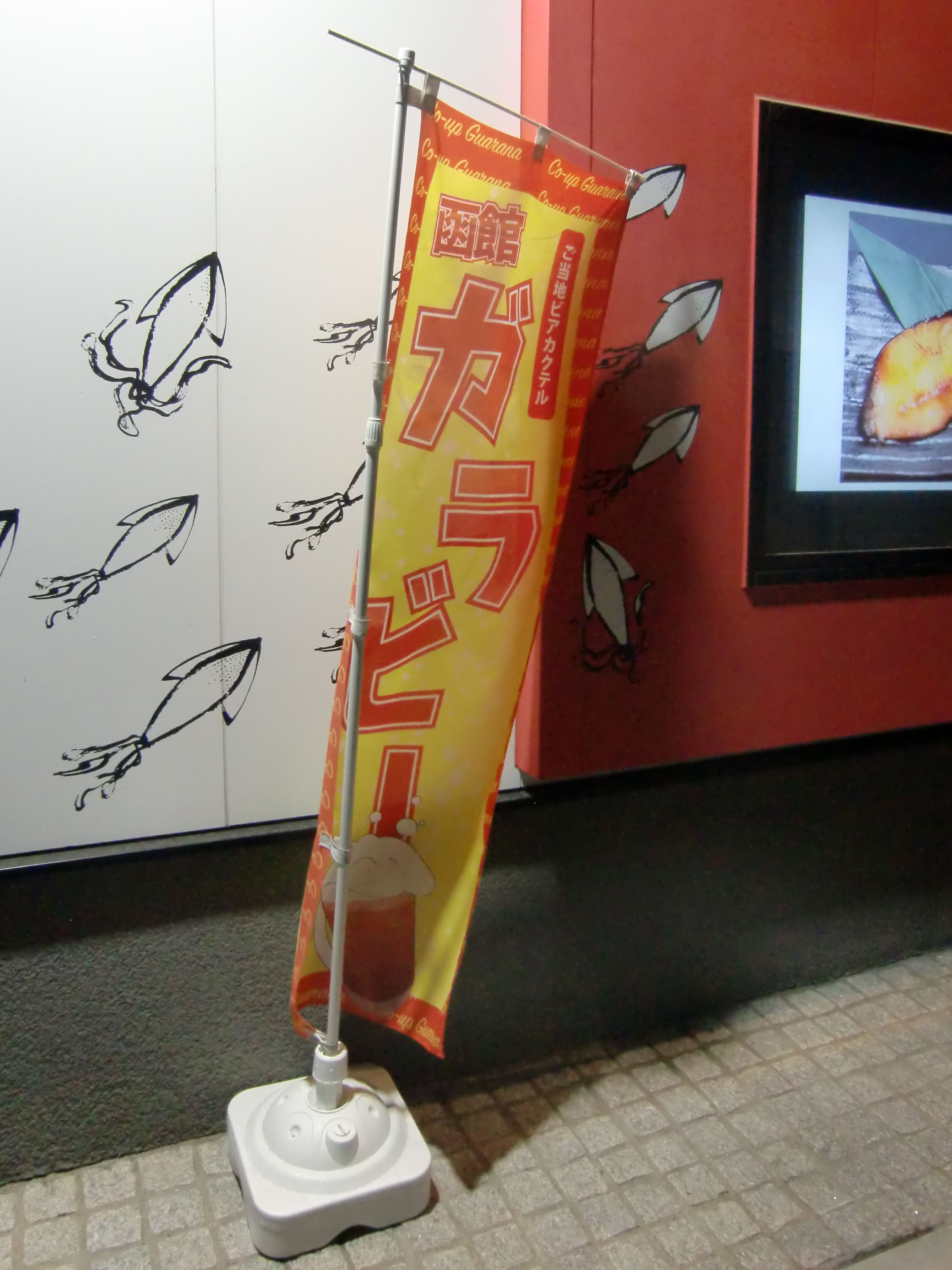
函館ガラビーの幟（発祥店にて）

2018年現在「函館ガラビー」や「ガラビー」の名称は登録商標が申請されているが、使用料は求めない方針である。
ただ、ビールとガラナ飲料を合わせたカクテルは、「函館ガラビー」が初めて作られたとされる2016年以前にそのカクテル自体の名称が散見されていないため、単純に「ガラナ」と「ビール」の合成語となる「ガラビー」と呼ばれる事が、上記の状況も踏まえて半ば一般化されつつある。つまり「函館」を冠しない限りでは「コアップガラナ」以外のいかなるガラナ飲料も使える。

## レシピ
使う器（タンブラー、ジョッキなど）によって量は変わるが以下のような割合が提示されている。
- 生ビール  - 6/10
- コアップガラナ - 4/10

使用する生ビールはメーカーを問わないが、ガラナ飲料は北海道七飯町で製造される株式会社小原の「コアップガラナ」を指定している。日本で一般的なビールであるピルスナー以外に黒ビールでガラピーを提供する店もある。

### 作り方
1. ビールを先にタンブラーやジョッキなどの器に注ぐ。
2. コアップガラナをゆっくりと充たし、軽くステアする（ビルドとして、全くステアしない事もある）。急に注ぐと泡が立ち過ぎるので注意が必要。

## その他
さまざまなビールの種類が使えて自由度が高い事から、2018年（平成30年）11月3日と2019年（令和元年）7月13日の2回、五稜郭タワーアトリウムにて大手各ビールメーカー、クラフトビールや地ビールの製造・販売企業を交えての、コアップガラナと各種ビール製品を使った「函館ガラビー」の試飲会が行われた。
函館空港内のレストラン「1854 HAKODATE」でも提供されている。